# Agatha Harkness
Agatha Harkness is een personage uit de strips van Marvel Comics. Ze kwam voor het eerst voor in Fantastic Four #94 (januari 1970) en werd bedacht door Stan Lee en Jack Kirby. Agatha Harkness is een krachtige heks en mentor van Wanda Maximoff. Ook is ze moeder van superschurk Nicholas Scratch. Agatha Harkness is een van de originele heksen die afstamt uit de tijd van de heksenprocessen van Salem. Nadat ze de processen overleefde werd ze beschermer van de personages Franklin Richards (zoon van Reed Richards) en Wanda Maximoff. Haar huisdier is een zwarte kat genaamd Ebony.

## In andere media

### Marvel Cinematic Universe
Sinds 2021 verschijnt Agatha Harkness in het Marvel Cinematic Universe waarin ze wordt vertolkt door Kathryn Hahn. In Salem, 1692 kreeg Agatha een proces vanwege haar gebruik van verboden magie. Hierbij versloeg ze de andere heksen waaronder haar moeder, Evanora Harkness. In 2023 gaat Agatha naar het plaatsje WestView in New Jersey aangezien hier door een machtige kracht een sterk krachtveld (de zogenoemde hex) is ontstaan. Deze hex is gemaakt door Wanda Maximoff. Binnen het krachtveld speelt de wereld zich af als een sitcom televisieserie. Omdat Agatha erachter probeert te komen hoe Wanda dit alles heeft kunnen maken vermomd ze zich als een nieuwsgierige buurvrouw van Wanda genaamd Agnes. Agatha's huisdier is een konijn genaamd Señor Scratchy, in tegenstelling tot de comics waarin Agatha's huisdier een kat genaamd Ebony is. Uiteindelijk blijkt Agatha verantwoordelijk te zijn voor verschillende gebeurtenissen binnen de hex zoals de dood van Wanda's hond Sparky en de "terugkomst" van Wanda's tweelingbroer "Pietro". Door terug te blikken in Wanda's verleden komt Agatha erachter hoe Wanda de hex heeft kunnen maken. De krachten die Wanda hiervoor heeft gebruikt blijken overeen te komen met het mythische personage de Scarlet Witch. Na een gevecht tussen Wanda en Agatha raakt Agatha al haar krachten kwijt. Na een waarschuwing voor een groot probleem voor Wanda krijgt ze haar rol van de nieuwsgierige buurvrouw Agnes van Wanda. Agatha Harkness komt voor in de volgende series:
- WandaVision (2021) (Disney+)
- Agatha All Along (2024) (Disney+)
- What If...? (2024) (stemrol) (Disney+)

### Televisieserie
- Agatha Harkness maakt een verschijning in The Avengers: United They Stand (1999-2000) waarin ze wordt vertolkt door Elizabeth Shepherd.
- Agatha Harkness maakt een verschijning in X-Men: Evolution (2000-2003) waarin ze wordt vertolkt door Pauline Newstone.